# Netzleitzentrale (DB InfraGO)

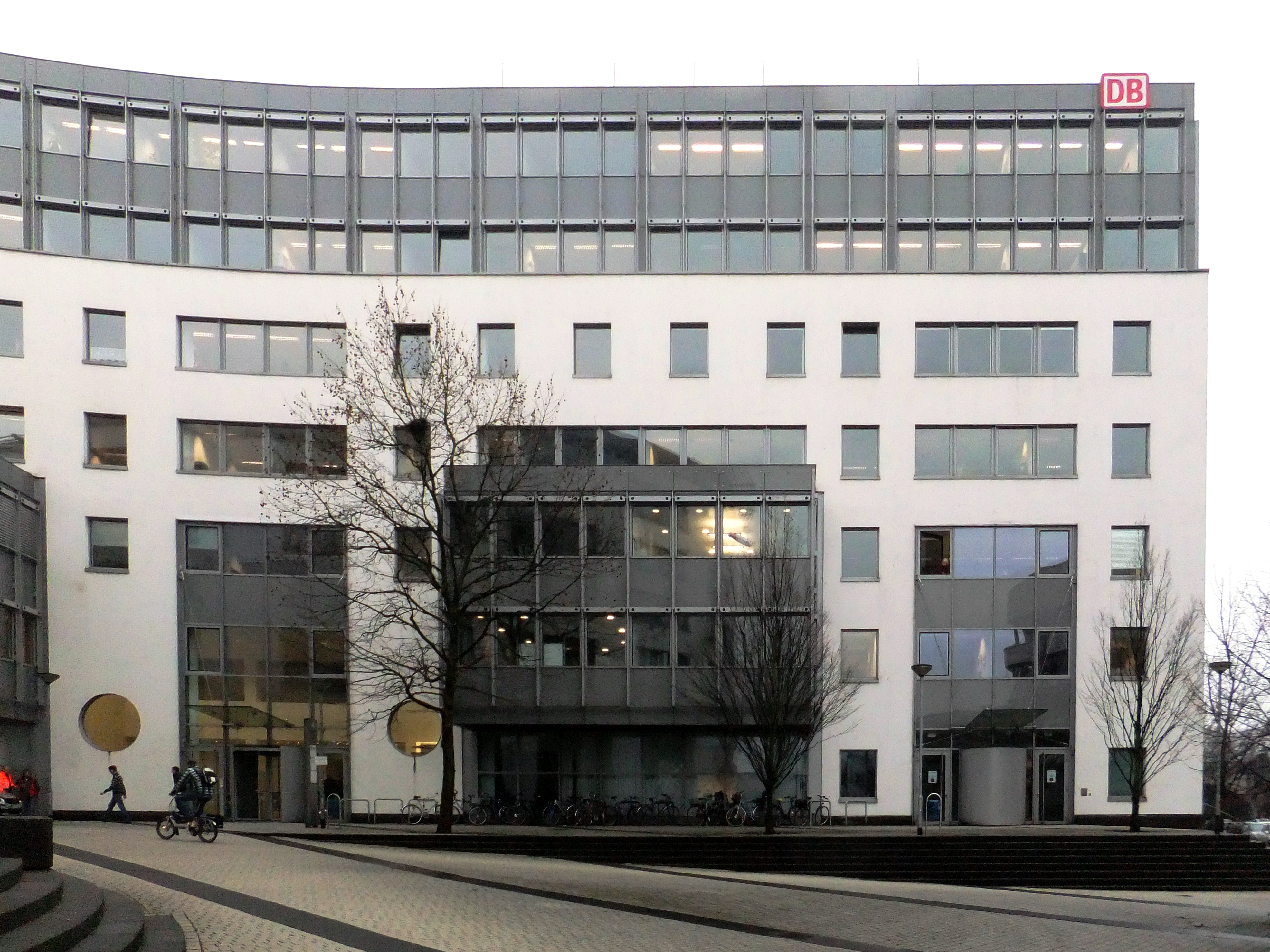
Das Gebäude in Frankfurt am Main, in dem die Betriebszentrale des Regionalbereichs Mitte sowie die Netzleitzentrale untergebracht sind.

Die Netzleitzentrale (NLZ) ist – neben den Betriebszentralen – Teil eines noch in Erweiterung befindlichen, integralen Systems der DB InfraGO. Die Netzleitzentrale und die Betriebszentrale Frankfurt (Regionalbereich Mitte) teilen sich ein Gebäude nahe der Galluswarte in Frankfurt am Main.
Die Netzleitzentrale disponiert insbesondere den überregionalen und internationalen Personenverkehr, sowie Güterzüge. Dafür ist die Netzleitzentrale in die Sachgebiete Reisezug, Güterzug und Baubetriebsdisposition eingeteilt. Letzteres beinhaltet die Disposition und Bewertung des Eisenbahnverkehrs vor, während und nach schwerwiegenden Baustellen oder auch Großveranstaltungen und Sonderverkehren. Die Netzkoordination und Bereichsdisposition ist zudem auch in der Netzleitzentrale beheimatet.
Die Disposition durch die Netzleitzentrale erfolgt unabhängig vom Eisenbahnverkehrsunternehmen (EVU), sie steht auch in Kontakt mit den Dispositionen anderer EVU als denen des Deutsche-Bahn-Konzernes.
Die Netzleitzentrale nahm am 18. September 1997 den Betrieb auf. Heute disponieren und überwachen hier 40 Mitarbeiter täglich bis zu 1500 Fernreise- sowie 1000 überregionale und internationale Güterzüge.

## Unterschiede zur Betriebszentrale
Während die Betriebszentralen vorrangig regional den Eisenbahnbetrieb disponieren und steuern, ist die Netzleitzentrale insbesondere für die überregionale Disposition des Eisenbahnverkehrs in Deutschland zuständig. Die Aufgaben der Betriebszentralen sind in sieben Regionalbereiche eingeteilt, dementsprechend gibt es auch sieben regionale Betriebszentralen, während es eine einzige Netzleitzentrale gibt. Die Netzleitzentrale arbeitet rein dispositiv und wirkt nur indirekt, durch den Kontakt mit den Betriebszentralen, in den Eisenbahnbetrieb ein. Die Steuerung des Bahnverkehrs obliegt den Betriebszentralen. Trotzdem ist die Netzleitzentrale den Betriebszentralen übergeordnet.